# Волино-Подільський тектонічний блок
Волино-Подільський тектонічний блок — західна частина Українського щита, обмежена глибинними розломами. Простягається від Прип'яті до Дністра.
Складається з блоків нижчого рангу. Відрізняється від суміжних блоків віком, складом, ступенем метаморфізму кристалічних порід та структурними формами. Найдавніші — архейські ґнейси та кристалічні сланці, які асоціюють з ендербітами інтрузивного комплексу. Крім того, присутні нижньопротерозойські породи: ґнейси, кристалосланці та метавулканіти, гранітизовані інтрузіями різного складу, граніти, габро та анортозити. З виверженими породами пов'язані родовища пегматитів, польового шпату, самоцвітів, будівельного та облицювально-декоративного каміння (гранітів та лабрадоритів — на Житомирщині; первинних каолінів — на Вінниччині), а також джерела радіоактивних мінеральних вод (Хмільник, Вінницька область).